# Rzepołuch
Rzepołuch, makolągwa żółtodzioba (Linaria flavirostris) – gatunek małego ptaka z rodziny łuszczakowatych (Fringillidae), zamieszkujący Wyspy Brytyjskie, Półwysep Skandynawski, Kaukaz oraz zachodnią i środkową Azję.
W Polsce nielicznie pojawia się na przelotach (IX–XII i III–IV) i zimuje; lokalnie może być średnio liczny.

## Systematyka
Obecnie wyróżnia się dziewięć podgatunków L. flavirostris:
- L. flavirostris pipilans – północna Irlandia i północna Wielka Brytania.
- L. flavirostris flavirostris – północna Skandynawia i północno-zachodnia Rosja.
- L. flavirostris brevirostris – Turcja, Kaukaz i północny Iran.
- L. flavirostris kirghizorum – północny i środkowy Kazachstan.
- L. flavirostris korejevi – północno-wschodni Kazachstan do północno-zachodnich Chin.
- L. flavirostris altaica – południowo-zachodnia Syberia, północna i zachodnia Mongolia.
- L. flavirostris montanella – Kirgistan, Tadżykistan, północny Afganistan i północno-zachodni Pakistan do zachodnich Chin.
- L. flavirostris miniakensis – wschodni Tybet i zachodnie Chiny.
- L. flavirostris rufostrigata – zachodni i południowy Tybet, północne Indie i północny Nepal.

Zaproponowano wyróżnienie kilku innych podgatunków – bensonorum został uznany za synonim L. f. pipilans, a taksony pamirensis, baltistanicus i pallescens zsynonimizowano z L. f. montanella.

## Charakterystyka
Wygląd zewnętrznyPtak wielkości wróbla, w szacie spoczynkowej podobny do makolągwy. Upierzenie generalnie płowobrązowe. Pierś jaśniejsza, mocno kreskowana. Grzbiet ciemniejszy. Ogon ciemny z jasnymi brzegami, skrzydła ciemne z jasnymi plamami. Obie płci ubarwione podobnie. Jedyną różnicą jest kolor kupra – u samców różowawy, u samic ubarwiony tak jak płaszcz. Dziób u obu płci zmienia kolor w zależności od pory roku – latem jest szary, zimą żółty. Młode podobne do dorosłych, ale bledsze.
GłosW stadzie wabi nosowym, przenikliwym „twit”, „ćłii”, „ćzii” lub „cłeiit”. W locie nieustannie szczebiocze podobnie jak makolągwa, ale bardziej miękko. Śpiew chropawy, nosowy, złożony ze świergotu z wplątanymi krótkimi trelami i różnego rodzaju głosami wabiącymi.
Rozmiarydługość ciała ok. 14 cm, rozpiętość skrzydeł ok. 22–24 cm

## Ekologia

### Środowisko
Obszary bezdrzewne – bagna, nadbrzeżne łąki, wyżynne wrzosowiska. Zimuje na słonych bagnach i wybrzeżach morskich, często gromadząc się w większe stada, również z innymi łuszczakami.

### Pożywienie
Głównie nasiona roślin. Żeruje w stadach na polach, łąkach i nieużytkach, na ziemi lub wśród niskiej roślinności.

### Rozród

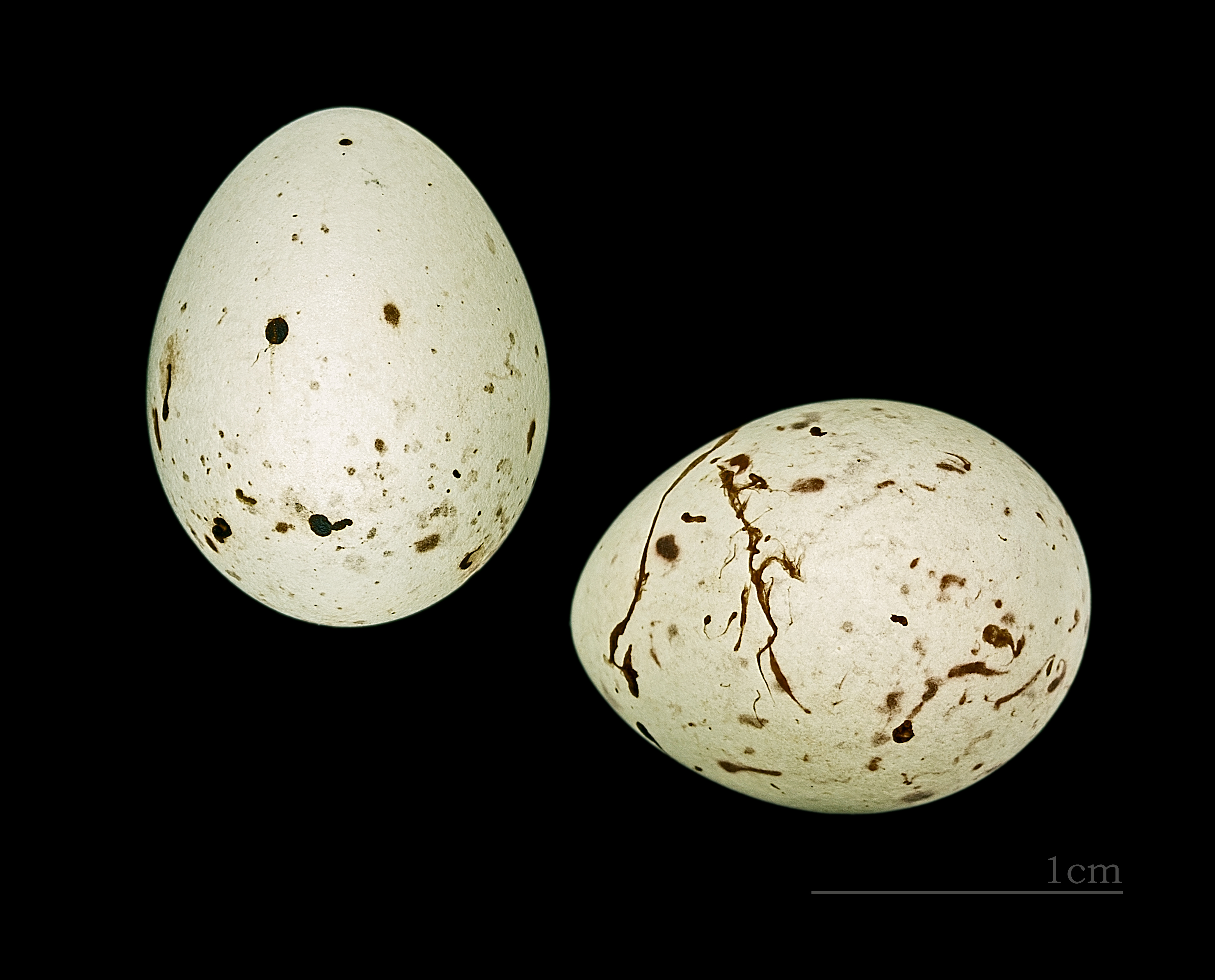
Jaja z kolekcji muzealnej

GniazdoW krzewach.
JajaSamica składa 4–7 jaj.

## Status i ochrona
IUCN uznaje rzepołucha za gatunek najmniejszej troski (LC, Least Concern) nieprzerwanie od 1988. Liczebność światowej populacji, wstępnie obliczona w oparciu o szacunki organizacji BirdLife International dla Europy z 2015, zawiera się w przedziale 1–20 milionów dorosłych osobników. Globalny trend liczebności populacji uznawany jest za spadkowy.
Na terenie Polski gatunek ten jest objęty ścisłą ochroną gatunkową.